# Ernest Deligny (ingénieur)
Ernest Deligny (1820 - 1898) est un ingénieur  minier français.

## Biographie
Ernest Deligny nait en 1820 à Paris. Il étudie à l'École centrale des Arts et Manufactures. Il se spécialise en ingénierie minière et sort diplômé de la promotion 1842. En 1853, grâce au financement du marquis de Decazes, il voyage à la province de Huelva (Andalousie, Espagne) pour explorer les gisements la « Faja pirítica ibérica ». Après avoir obtenu plusieurs concessions de l'État dans le bassin minier de Tharsis, Ernest a commencé à explorer des sociétés minières dans la région. Seulement deux ans plus tard, il y finit de cataloguer toutes les mines en fonctionnement.  La construction d’un chemin de fer proposé par lui permettait porter les minerais extraits vers l'estuaire de Huelva. À cause des divergences dans la gestion du projet, il rentre à Paris en 1859 où il décède en 1889.

## Huelva
Concernant Huelva : Les arrière-petits-enfants d'Ernest ont donné une collection de documents d'Ernest sur son activité dans la province de Huelva. Là on peut trouver des rues et des places avec son nom comme par exemple à Corrales (Aljaraque).